# Jorge Luis Cuesta
Jorge Luis Cuesta (n. Cuenca, Ecuador; 25 de febrero de 1992) es un futbolista ecuatoriano. Juega de delantero y su equipo actual es la Liga Deportiva Universitaria de Portoviejo de la Segunda Categoría de Ecuador.

## Selección nacional

### Categorías inferiores

#### Participaciones en Copas del Mundo
| Campeonato                  | Sede     | Resultado        | Partidos | Goles |
| --------------------------- | -------- | ---------------- | -------- | ----- |
| Copa Mundial Sub-20 de 2011 | Colombia | Octavos de final | 0        | 0     |

## Clubes
| Club                 | País     | Año       |
| -------------------- | -------- | --------- |
| Deportivo Cuenca     | Ecuador  | 2007-2009 |
| Municipal Cañar      | Ecuador  | 2009      |
| Deportivo Cuenca     | Ecuador  | 2010-2011 |
| Universidad Católica | Ecuador  | 2012-2014 |
| Deportivo Quito      | Ecuador  | 2015      |
| Deportivo Cuenca     | Ecuador  | 2016      |
| Mushuc Runa          | Ecuador  | 2017      |
| Clan Juvenil         | Ecuador  | 2018      |
| Guayaquil City       | Ecuador  | 2019      |
| Al-Salt S. C.        | Jordania | 2019      |
| América de Quito     | Ecuador  | 2021      |
| Atlético Porteño     | Ecuador  | 2021      |
| Chacaritas F. C.     | Ecuador  | 2022-2023 |
| Olmedo               | Ecuador  | 2023      |
| Liga de Portoviejo   | Ecuador  | 2024-2025 |

## Palmarés

### Campeonatos nacionales
| Título             | Club                 | País    | Año  |
| ------------------ | -------------------- | ------- | ---- |
| Serie B de Ecuador | Universidad Católica | Ecuador | 2012 |